# Dampyr
Dampyr je talijanski horor strip koji su osmislili Mauro Boselli i Maurizio Colombo, a koji izdaje Sergio Bonelli Editore.

## Početak
Mauro Boselli je u jednom intervjuu objasnio da je ideju za strip imao još osamdesetih godina dvadesetog stoljeća, ali da nije imao i odgovarajuću polaznu točku. Ideju su mu dali sukobi u bivšoj SFRJ i prva epizoda stripa opisuje upravo te događaje iako se nigdje precizno ne spominju mjesta niti imena ljudi, ali crteži obiluju prepoznatljivim panoramama grada pod opsadom i ruševinama sela te posljedicama etničkog čišćenja. U Italiji je prva epizoda stripa objavljena u travnju 2000. godine.

## Priča
Prema viđenju autora stripa, pravi vampiri su tzv. "gospodari noći", "arhivampiri", koji odudaraju od klasičnih prikaza vampira. Sunčeva svjetlost ih ne ubija, a ne zaobilaze ni crkve. U stanju su praviti vizije; te i druge, manje moćne vampire koji čine njihov čopor. Protiv njih se bori dampir - sin arhivampira i žene. On nije pravi vampir, ali ima neke njihove moći. Npr., njegova krv je otrovna za vampire, te mu je starenje znatno usporeno. Glavni lik je u ovom slučaju Harlan Draka, koji je rođen 1945. godine. Iako na početku radnje ima već 50 godina, on izgleda kao da ima 30. U pohodu na vampire, njemu pomažu Emil Kurjak, bivši vojnik VRS-a i Tesla Dubcek, vampirica koja se odmetnula od svoje vrste nakon što je Harlan ubio njezinog gospodara. Svi likovi su predstavljeni u prvoj epizodi stripa. Radnja prve dvije epizode odvija se na Balkanu i u njima je prikazan krvavi sukob na prostoru bivše Jugoslavije. Radnja ostalih epizoda smještena je u Afriku, Rusiju, Transilvaniju, kao i srednjoeuropske gradove poput Berlina i Praga.

## Likovi
Autori tvrde da je lik Dampyra stvoren prema staroj balkanskoj legendi o dampiru. Glavni lik, Harlan, nacrtan je po liku britanskog glumca Ralph Fiennes, a Tesla podsjeća na pjevačicu Annie Lennox iz grupe Eurythmics. I drugi likovi koji se pojavljuju su rađeni prema uzoru na slavne osobe. Pali anđeo Caleb Lost rađen je prema liku Davida Bowiea, dok je Calebov neprijatelj Nergal nacrtan po liku Vincenta Pricea.